# Pseudodicliptera longifolia
Pseudodicliptera longifolia är en akantusväxtart som först beskrevs av Raymond Benoist, och fick sitt nu gällande namn av Raymond Benoist. Pseudodicliptera longifolia ingår i släktet Pseudodicliptera och familjen akantusväxter. Inga underarter finns listade i Catalogue of Life.